# Liên đoàn bóng chuyền Việt Nam
Liên đoàn bóng chuyền Việt Nam là cơ quan quản lý bóng chuyền quốc gia tại Việt Nam. 

## Lịch sử
Hiệp hội bóng chuyền nước Việt Nam Dân chủ Cộng hoà (nay gọi là Liên đoàn Bóng chuyền Việt Nam) được thành lập ngày 10 tháng 6 năm 1961 theo Quyết định số 138-NV ngày 10/6/1961 của Bộ trưởng Bộ Nội vụ.

## Chức năng nhiệm vụ
Liên đoàn bóng chuyền Việt Nam là một tổ chức xã hội - nghề nghiệp tự nguyện của công dân, tổ chức Việt Nam, tập hợp các Liên đoàn bóng chuyền địa phương, các hội, các ngành, các Câu lạc bộ bóng chuyền và các tổ chức thành viên khác tiến hành hoạt động bóng chuyền nhằm mục đích rèn luyện sức khoẻ, phát triển tài năng.
Mục đích của Liên đoàn là tuyên truyền, vận động, tổ chức và hướng dẫ tham gia tập luyện và thi đấu để rèn luyện sức khoẻ, thể lực, nâng cao thể chất cho quần chúng và hội viên tham gia phát triển thành tích bóng chuyền trong nước, góp phần nâng cao vị thế của bóng chuyền Việt Nam trong khu vực, châu lục và thế giới.
Nhiệm vụ của Liên đoàn bóng chuyền Việt Nam là:
1. Phối hợp với các cơ quan nhà nước, các tổ chức kinh tế - xã hội để:
  - Phát triển phong trào tập luyện bóng chuyền cho mọi đối tượng quần chúng, đặc biệt là thanh thiếu niên học sinh, sinh viên, lực lượng vũ trang, góp phần nâng cao sức khoẻ, rèn luyện thể chất, đáp ứng yêu cầu xây dựng xã hội ngày càng phát triển, tạo môi trường nhằm phát hiện và bồi dưỡng tài năng bóng chuyền;
  - Xây dựng và từng bước hoàn thiện hệ thống đào tạo tài năng bóng chuyền các lứa tuổi từ thiếu niên nhi đồng đến đội tuyển quốc gia theo định hướng bóng chuyền chuyên nghiệp;
  - Xây dựng và tổ chức thực hiện chương trình đào tạo bồi dưỡng cán bộ quản lý, huấn luyện viên, hướng dẫn viên, trọng tài và có kế hoạch sử dụng hiệu quả đội ngũ cán bộ này;
2. Xây dựng và từng bước hoàn thiện hệ thống thi đấu các giải quốc gia mang tính chuyên nghiệp cao phù hợp với hệ thống thi đấu của khu vực, châu lục và thế giới.
3. Xây dựng và phát triển kế hoạch hợp tác quốc tế về bóng chuyền, hợp tác chặt chẽ với Liên đoàn bóng chuyền Thế giới, Liên đoàn bóng chuyền Châu Á, Liên đoàn bóng chuyền Đông Nam Á và các Liên đoàn quốc gia sau khi được cơ quan nhà nước có thẩm quyền phê duyệt.
4. Tổ chức và quản lý theo thẩm quyền các cuộc thi đấu bóng chuyền trong nước và quốc tế được thực hiện trong lãnh thổ Việt Nam.
5. Xây dựng nền bóng chuyền Việt Nam phát triển lành mạnh, ngăn chặn tiêu cực, chống tham nhũng, hối lộ, mua bán độ và sử dụng chất kích thích.
6. Phát tiển các tổ chức thành viên, khuyến khiích giúp đỡ các tổ chức bóng chuyền ở địa phương, ngành về chuyên môn và nghiệp vụ.
7. Huy động các nguồn lực xã hội để xây dựng cơ sở vật chất cho hoạt động bóng chuyền. Thu hút các nguồn tài trợ trong nước và ngoài nước theo đúng qui định của pháp luật để tạo nguồn kinh phí cho hoạt động của Liên đoàn.
8. Kiến nghị và đề xuất với cơ quan quản lý nhà nước về thể dục thể thao các vấn đề:
  - Chủ trương, chính sách, kế hoạch, biện pháp nhằm nâng cao trình độ môn bóng chuyền;
  - Phối hợp với cơ quan quản lý nhà nước để triệu tập huấn luyện viên, vận động viên tham gia các đội dự tuyển, đội tuyển quốc gia. Cử cán bộ, huấn luyện viên, trọng tài tham gia các khoá đào tạo, học tập, hội thảo, tập huấn và thi đấu ở nước ngoài khi có yêu cầu theo quy định của pháp luật;
  - Phong cấp, giáng cấp, khen thưởng và kỷ luật các đối tượng thuộc thẩm quyền của Liên đoàn theo quy định của pháp luật;
  - Đề xuất xây dựng chiến lược phát triển môn bóng chuyền. Ban hành cơ chế, chính sách và xây dựng cơ sở vật chất, kỹ thuật phục vụ phát triển bóng chuyền.

## Cơ cấu tổ chức
- Chủ tịch: Ông Hoàng Ngọc Huấn
- Phó Chủ tịch thường trực: Ông Trần Đức Phấn
- Phó Chủ tịch: Ông Phạm Ngọc Sơn
- Phó Chủ tịch: Bà Trần Thuỳ Chi
- Phó Chủ tịch: Ông Lê Đắc Lâm
- Tổng thư ký: Ông Lê Trí Trường
- Phó Tổng thư ký: Ông Đào Xuân Chung
- Phó Tổng thư ký: Ông Trần Thanh Tùng

## Các giải đấu
Giải bóng chuyền VĐQG Việt Nam (Nam + Nữ)
Giải bóng chuyền cúp Hoa Lư (Nam + Nữ)
Giải Bóng chuyền Cúp Hùng Vương (Nam + Nữ)
Giải bóng chuyền nữ quốc tế cúp VTV9 – Bình Điền (Nữ)
Giải bóng chuyền nữ quốc tế VTV Cup (Nữ)
Giải bóng chuyền hạng A Quốc gia (Nam + Nữ)
Giải bóng chuyền trẻ VĐQG Việt Nam (Nam + Nữ)
Giải bóng chuyền U23 quốc gia
Giải bóng chuyền trẻ Cúp các câu lạc bộ quốc gia

## Thành tích của các CLB
| STT  | Câu lạc bộ            | Thành tích vô địch đội 1 | Thành tích vô địch đội 1 | Thành tích vô địch đội 1 | Thành tích vô địch đội 1 | Thành tích vô địch đội 1 | Thành tích vô địch đội 1 | Thành tích vô địch đội trẻ | Thành tích vô địch đội trẻ | Thành tích vô địch đội trẻ | Thành tích vô địch đội trẻ | Tổng |
| STT  | Câu lạc bộ            | Giải VĐQG (từ 2004)      | Cúp Hùng Vương           | ĐH TDTT Toàn quốc        | Cúp Hoa Lư               | Cúp Bình Điền            | Tổng                     | Giải Trẻ VĐQG              | `Giải Trẻ Các CLB          | Giải U23                   | Tổng                       | Tổng |
| ---- | --------------------- | ------------------------ | ------------------------ | ------------------------ | ------------------------ | ------------------------ | ------------------------ | -------------------------- | -------------------------- | -------------------------- | -------------------------- | ---- |
|      | Bộ Tư Lệnh Thông Tin  | 12                       | 4                        | 4                        | 4                        | 3                        | 27                       | 6                          | 7                          | 1                          | 14                         | 41   |
|      | VTV Bình Điền Long An | 5                        | 6                        | 1                        | 3                        | 2                        | 17                       | 8                          | 5                          | 1                          | 14                         | 31   |
|      | Thái Bình             | 2                        | 1                        |                          |                          | 1                        | 4                        |                            |                            |                            |                            | 1    |
|      | Ngân hàng Công thương | 1                        | 4                        |                          |                          | 2                        | 7                        | 3                          |                            | 2                          | 5                          | 12   |
|      | Ninh Bình             | 1                        | 1                        |                          | 2                        |                          | 4                        |                            |                            |                            |                            | 4    |
|      | HCĐG Lào Cai          |                          | 1                        |                          | 1                        |                          | 2                        |                            |                            |                            |                            | 2    |
|      | Hà Nội                |                          |                          | 1                        |                          |                          | 1                        |                            | 1                          |                            | 1                          | 2    |
|      | Rudico Hải Dương      |                          |                          |                          |                          |                          |                          |                            | 1                          |                            | 1                          | 1    |
| Tổng | Tổng                  | 21                       | 17                       | 6                        | 10                       | 8                        | 62                       | 17                         | 14                         | 4                          | 35                         | 97   |